# Baader-Meinhof komplekset
Baader-Meinhof komplekset er en tysk film fra 2008.
I 1967 chokeres den vesttyske journalist Ulrike Meinhof, da en studerende bliver dræbt under en demonstration. Politivold mod demonstranter og Vietnamkrigen er blandt de undertrykkende samfundsforhold, der danner et undergrundsmiljø i Berlin. Det fører til dannelsen af terrorgruppen Rote Armee Fraktion. Filmen er tysk fra år 2008 og instrueret af Ulrich Edel.
Man følger i filmen Ulrike Meinhof, som bliver en del af et stadig mere radikaliseret venstreorienteret miljø, Sammen med Andreas Baader og Gudrun Ensslin danner hun terrorgruppen Rote Armee Fraction. Filmen blev nomineret til den tyske filmpris for bedste spillefilm i 2009, men vandt den ikke. Stjernerne i filmen er Moritz Bleibtreu, Martina Gedeck, og Johanna Wokalek.